# 대한민국 제8대 대통령 선거
대한민국 제8대 대통령 선거는 1972년 12월 23일 열린 통일주체국민회의에 의한 간접선거였다. 그 결과 임기 6년의 제8대 대통령으로 박정희 후보가 당선됐다.
헌정 사상 최초로 치러진 체육관 선거이다.

## 배경
박정희는 삼선개헌을 통해 3기 집권을 했으며 ‘10월 유신’을 통해 지역별로 선출되는 통일주체국민회의 대의원이 대통령을 선출하는 간접선거 제도의 방향으로 헌법을 개정했다. 대통령을 선출하는 통일주체국민회의 대의원은 구·시·읍·면·동 등 행정구역 단위를 선거구로 하여 전국을 1,630개 구로 나누되, 농촌에서 소선거구제를 채택하고, 도시지역에서는 중선거구제를 채택하여 인구 20,000명을 기준으로 1인에서 5인까지 다양화하여 전국의 대의원 정수를 2,359명으로 하였다.

## 통일주체국민회의 대의원 선거
1972년 12월 15일, 초대 통일주체국민회의 대의원 선거가 치러졌다.
투표율은 전국적으론 70.3%였고, 경쟁률은 전국 2,359석의 의석에 5,876명의 후보들이 입후보함으로써 2.5:1이었다.
당선자들은 대부분 지역 유지들이나 유명 인사였다. 도시에선 기업인이, 농촌에선 농업인이 압도적인 수가 당선됐다. 또 새마을 운동 같은 정부 주도 지역 개발참여자들과 정재계,학계, 언론계, 문화예술인, 법조계, 군 출신, 여성 단체 출신 등 각계 각층의 인사들이 당선됐다. 구자경 럭키화학 사장, 박두승 대한상의회장, 조중훈 KAL 사장, 박병규 해태제과 사장 등 재벌급 인사들이나 박종화 예술원 회장, 배우 신영균, 임영신 전 중앙대 총장 등 문화계와 학계 인사들도 많았다. 임영신, 기세풍, 엄대섭 전 의원 등 은퇴 정치인과 박동규 전 재무부 장관 등 관료 출신도 있었다.
정당 후보 출마가 금지돼 있었으므로 당선자는 전원 무소속이었다.

## 대통령 선거
12월 18일부터 22일까지 닷새 간 대통령 후보 등록을 받은 결과 22일 곽상훈 등 515명의 대의원의 추천으로 등록한 박정희 대통령이 유일하게 입후보되었다.
| 대한민국 제8대 대통령 선거 |        |            |         |               |             |             |
| 유권자수: 2,359명          |        |            |         |               |             |             |
| 후보                       | 후보   | 정당       | 득표    | 득표율        | 당락        | 비고        |
|                            | 박정희 | 민주공화당 | 2,357표 | \| \| 100% \| | 당선        |             |
| 합계                       | 합계   | 합계       | 2,357표 | 무효표: 2표   | 무효표: 2표 | 무효표: 2표 |
|                            | 100%   |            |         |               |             |             |

정당이 배제된 가운데 공영제로 고요한 분위기 속에서 선거를 거쳐 선출된 대의원 2,359명은 1972년 12월 23일에 1명의 결석도 없이 전원 장충체육관에 모였고, 박정희는 2,357표로 당선되어 제8대 대통령이자 4번째의 대통령이 되었다.
송동헌 당시 충남 대전시 제1선거구 대의원은 훗날 두 무효표 중 하나는 자신의 표였다고 밝혔다.
"당선된 후 12월 15일 경 당선자를 소집하여 대의원 리셉션을 하였다. 그 자리에서 중앙정보부에서 나와서 봉투에 백지를 넣어주며 용지에 한문과 한글로 주소, 성명을 써내라고 하였다. 이렇게 글씨를 미리 받아놓는 이유는 글씨체와 지문을 파악하기 위해서였던 것 같다. 12월 23일 제8대 대통령 선거가 있기 때문에 22일 대의원들은 각 도별로 여관에서 교육을 받고 잠을 잤다.
(중략) 기표소는 각 도별로 2개씩 있었고 명패함과 투표함이 있었다. 대의원 호수대로 이름을 불렀다. 선관위 여직원 둘이 하나는 명패를 주고 하나는 투표용지를 주었다. 투표용지는 우편엽서만한 용지였는데, 접지도 못하게 아주 빳빳한 용지였다. 용지의 전면에는 금박이로 '제8대 대통령 투표용지'라고 인쇄돼 있었고, 이면에는 '박정희' 이름을 쓰도록 흰 여백으로 되어 있었다. 반대 개념이 성립 안 되는 용지였다. 이러한 상황에 대해서 나는 의도적으로 목숨을 걸고 유신 독재 체제를 비꼬기 위해서 투표용지에 '박정희'가 아니라 '박정의'라고 써서 투표함에 넣고 투표장밖으로 나왔다. '정의'라고 쓴 것은 희는 늙어 빠져서 쓸데없는 역사의 폐물이 되지 말고 정의로운 사람이 되라는 나의 외침이었다.
(중략) 투표장 안을 살펴보니 선관위 여직원들이 대의원들의 일거수 일투족을 살펴보고 있었다. 어떤 대의원들은 의심받지 않기 위해서 공개하다시피 '박정희'라고 자랑스럽게 쓰고, 보이도록 하였다. 실질적인 공개투표가 자행되고 있었던 것이다."— 송성빈. “제8대 대통령 선거 비화 : 체육관대통령선거, 통일주체국민회의 대의원 송동헌의 육성기록을 통해보다.” 《향토연구 제36집》 (충남향토연구회).